# روبن پولیدو (بازیکن فوتبال، زاده ۱۹۷۹)
روبن پولیدو (انگلیسی: Rubén Pulido؛ زادهٔ ۲ فوریهٔ ۱۹۷۹) بازیکن فوتبال اهل اسپانیا است.
از باشگاه‌هایی که در آن بازی کرده‌است می‌توان به باشگاه فوتبال رئال مادرید سی، باشگاه فوتبال رایو وایکانو، باشگاه فوتبال رئال ساراگوسا، باشگاه فوتبال رئال مادرید، باشگاه فوتبال آلمریا، باشگاه فوتبال اسپورتینگ خیخون، باشگاه فوتبال آریس سالونیک، باشگاه فوتبال آستراس تریپولی، و باشگاه فوتبال ختافه اشاره کرد.